# Johnathan Hankins
Johnathan Hankins (Dearborn Heights, Míchigan, 30 de marzo de 1992) es un jugador profesional estadounidense de fútbol americano que se desempeña en la posición de defensive tackle en Dallas Cowboys, equipo de la National Football League (NFL).

## Carrera
Fue seleccionado en la segunda ronda en la Reunión Anual de Selección de Jugadores de la NFL de 2013. Hizo su debut profesional con el equipo New York Giants, en el cual jugó cuatro temporadas (2013-2017), después pasó a Indianapolis Colts (2017-2018), posteriormente a Oakland Raiders en 2018 que, en 2020 pasó a llamarse Las Vegas Raiders (2018-2022), luego a Dallas Cowboys, donde lleva jugando dos temporadas.